# Xysticus bliteus
Xysticus bliteus är en spindelart som först beskrevs av Simon 1875.  Xysticus bliteus ingår i släktet Xysticus och familjen krabbspindlar. Inga underarter finns listade i Catalogue of Life.